# Chien-Chi Chang

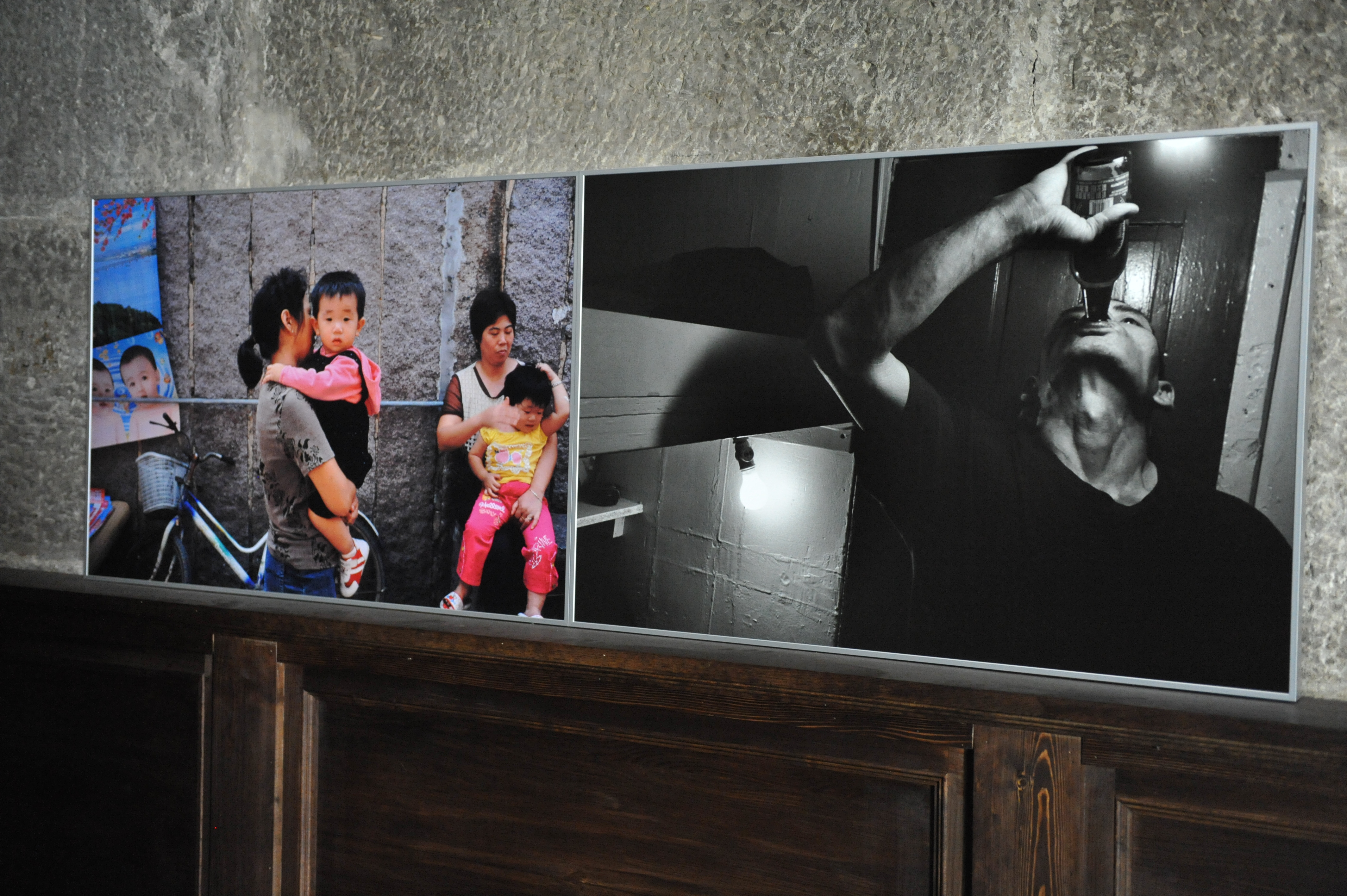
Projekt China Town na výstavě Venezia Biennale, 2009

Chien-Chi Chang (čínsky:張乾琦, [ʈ͡ʂɑŋ⁵⁵ t͡ɕʰjɛn³⁵t͡ɕʰi³⁵]IPA, bopomofo: ㄓㄤ ㄑㄧㄢˊㄑㄧˊ,  český přepis: Čang Čchien-čchi) * 1961 Tchaj-čung, Tchaj-wan) je tchajwanský fotograf a člen agentury Magnum Photos.

## Život a dílo
Chang se narodil v roce 1961 v Tchaj-čungu na Tchaj-wanu. Získal titul Master of Science na Indiana University, Bloomington a titul Bachelor of Arts na Soochow University v Tchaj-peji. Do spolku Magnum Photos nastoupil v roce 1995 a v roce 2001 byl zvolen za řádného člena. Žije v Tchaj-čung na Tchaj-wanu a zároveň v rakouském Štýrském Hradci.
Čang se ve své tvorbě zaměřuje na abstraktní pojmy odcizení a spojení. The Chain je sbírka portrétů vytvořených v roce 1998 v azylu pro duševně nemocné v chrámu Long Fa Tang na jižním Tchaj-wanu. Čchien-čchi Čang zkoumá život za zdmi chrámu, který se stal svatyní i vězením pro asi 700 duševně nemocných pacientů. Chrám nepodává léky ani ošetření používané v podobných institucích. Místo toho buddhističtí mniši, kteří dohlížejí na pacienty, používají pro „terapeutické“ účely řetězy. Pacient ve stabilnějším stavu je připoután a uzamčen k pacientovi, který je považován za méně zdravého. Vytvoří tak řetězem spojenou dvojici. Pacienti obvykle přicházejí do chrámu nedobrovolně. Po vyčerpání konvenčních lékařských postupů vidí zoufalí členové rodiny Long Fa Tang jako poslední možnost pro nevyléčitelné. Vzhledem k tvrdé kritice ze strany úřadů tvrdí mniši, že jejich metody se osvědčily, stejně jako zmírnily obrovskou zátěž rodin. Série byla vastavena na Benátském bienále (2001) a na uměleckém bienále v São Paulu (2002). Fotografie vytištěné skoro v životní velikosti dvojic pacientů spojených dohromady řetězem rezonují s Čangovým pohledem na méně viditelná pouta v manželství.
Čang se zabýval manželskými vazbami ve dvou knihách - I do I do I do (2001), sbírce obrazů zachycujících odcizené ženichy a nevěsty na Tchaj-wanu a v Double Happiness (2005) dokumentoval obchody s prodejem nevěst ve Vietnamu. Vazby rodiny a kultury jsou také tématem projektu, který zahájil v roce 1992. Po dobu 21 let fotografoval a natáčel Chang rozdělené životy čínských imigrantů v Chinatownu v New Yorku, spolu se životem jejich manželek a rodin doma ve Fu-ťienu. Na projektu China Town (Čínské město) stále pracuje, v roce 2008 tuto sérii vystavil v Singapurském národním muzeu, na Benátském bienále (2011) a v Mezinárodním středisku fotografie v New Yorku (2012). Čangovo zkoumání vazeb, které spojují jednu osobu s druhou, vychází z vlastní zkušenosti oddělených imigrantů ve Spojených státech.

## Ocenění
- 1998: Visa d’Or, Visa Pour L'image, Perpignan, Francie.
- 1998: Magazine Photographer of the Year, National Press Photographers Association, USA.
- 1998: Druhé místo, kategorie Daily Life singles, World Press Photo, Amsterdam.[4]
- 1999: První cena, kategorie Daily Life stories, World Press Photo, Amsterdam.[5]
- 1999: W. Eugene Smith Grant, Cena W. Eugena Smithe za humanistickou fotografii, New York.[6]
- 2003: První místo, Best of Photography Book (The Chain), Pictures of the Year International, USA.[7]

## Knihy a vybrané monografie
- Čang, Čchien-čchi, The Chain, Photographs by Chien-Chi Chang. Tchaj-pej: Taipei Fine Arts Museum, 2001.
- Čang, Čchien-čchi, I do I do I do. Taipei: Premier Foundation, 2001. ISBN 957-97817-2-9.
- Čang, Čchien-čchi; Lai, Cheryl, The chain. Londýn: Trolley Books, 2002. ISBN 0-9542079-5-5.
- Čang, Čchien-čchi; Dowling, Claudia Glenn, Double Happiness. New York, NY: Aperture, 2005. ISBN 1-931788-56-1.
- Čang, Čchien-čchi, I Grandi Fotografi: Magnum Photos: Chien-Chi Chang. Milán: Hachette Fascioli, 2008.
- Čang, Čchien-čchi, Les Grands Photographe de Magnum Photos: Chien-Chi Chang. Paříž: Hachette, 2008.
- Čang, Čchien-čchi, Doubleness: photography of Chang Chien-Chi. Singapore: Vyd.: Didier Millet a National Museum of Singapore, 2008. ISBN 978-981-05-9658-3.

## Video
- 2007: Empty Orchestra.
- 2008: China Town I.
- 2009: Escape from North Korea.
- 2011: Burmese Days.
- 2011: Bongo Fever.
- 2011: China Town II.
- 2013: AccessRH, Philippines.
- 2014: Side Chain.

## Vybrané výstavy
- 1999 Alternativní muzeum, New York City.
- 2001 Tchajpejské muzeum výtvarných umění, Tchaj-pej, Tchaj-wan.
- 2001 Benátské bienále, Benátky.
- 2002 Bienále São Paulo, São Paulo.
- 2004 Jihovýchodní muzeum fotografie, Daytona Beach, Florida.
- 2004 Fotogallery, Cardiff.
- 2006 Muzeum umění Columbus, Columbus, Ohio.
- 2008 Národní muzeum v Singapuru v Singapuru.[3]
- 2009 Národní tchajwanské muzeum výtvarných umění, Tchaj-čung.
- 2009 Benátské bienále, Benátky.
- 2011 Muzeum kultury / Museum der Kulturen, Basilej.
- 2012 Projekt Cube Project Space, Tchaj-pej.
- 2012 Chi-Wen Gallery, Tchaj-pej.
- 2012 Mezinárodní centrum fotografie, New York City.
- 2013 Muzeum současného umění, Tchaj-pej.
- 2013 Muzeum národní univerzity v Tchaj-peji, Národní univerzita v Tchaj-peji, Tchaj-pej.

## Vybrané zvukové instalace
- 2010 Many Voices of Immigrants, New York and Fuzhou, China (Mnoho hlasů přistěhovalců, New York a Fuzhou, Čína).
- 2013 Postcards from North Korea (Pohlednice ze Severní Koreje).